# Наукове товариство імені Шевченка у США
Наукове Товариство ім. Шевченка в Америці (НТШ-А) — науково-культурна громадська організація, діаспорний центр НТШ у Сполучених Штатах Америки. Товариство об'єднує учених та приятелів науки американських університетів та інших інституцій, які працюють і постійно оприлюднюють результати своїх досліджень відповідно до власних наукових зацікавлень та традицій української національної науки.

## Історія
В 1940 р. після приходу у Львів більшовиків Товариство було розгромлене, його музеї та колекції розчленовані між різними установами, окремі діячі репресовані та навіть фізично знищені (Роман Зубик, Кирило Студинський, Петро Франко, Володимир Старосольський).
Проте вже після війни численні діячі НТШ, що подалися в еміграцію, на своєму з'їзді в Баварії у 1947 р. відновили діяльність НТШ. У зв'язку з міграцією переміщених осіб у різні країни вільного світу в діаспорі утворилося чотири краєві центри НТШ:
- у США (з 29 вересня 1947 р.)[2],
- Канаді (1949)
- Австралії (1950);
- західноєвропейський осередок НТШ переселився в Сарсель під Парижем, де під проводом проф. Володимир Кубійовича сформувався Інститут Енциклопедії українознавства.

НТШ в Америці (НТШ-А) підхопило наукову і видавничу естафету матірного НТШ, і достойно репрезентувало вільну наукову думку і державницькі аспірації українців упродовж 50-літньої повоєнної епохи більшовицької неволі в Україні. НТШ-А в діаспорі зберегло структуру членства за секціями. Воно додало до скарбниці українознавства понад 50 томів Записок НТШ. Значним є доробок у рамках «Бібліотека українознавства», здобули велику популярність десятки томів «Українського Архіву» з краєзнавчо-мемуарними матеріалами про західноукраїнські регіони. Самовіддано працювали в системі Товариства Микола Чубатий, Роман Смаль-Стоцький, Матвій Стахів, Григор Лужницький, Василь Лев, Осип Андрушків, Роман Осінчук, Ярослав Падох, Василь Ленцик, Леонід Рудницький, Марія Фішер-Слиж та інші.

### Енциклопедія Української Діяспори

Примірники ЕУД: Т. I: США, книги 1-3 (2009—2018)

Важливим дослідно-видавничим проєктом НТШ в Америці є Енциклопедія Української Діяспори, США, який вийшов впродовж 2009—2020 років чотирма томами й має 4520 гасел + том з аддендою та ерратою.
- Т.1, США, Книга 1 (А-К) 1942 гасла, 2009 (ред. Дарія Маркусь, Василь Маркусь)[5]
- Т.1, США Книга 2 (Л-Р): 1256 гасла, 2012 (ред. Василь Маркусь[6]
- Т.1, США Книга 3 (С-Я): 1322 гасла, 2018 (гол. ред. Орест Попович; спів-редактор Олександер  Лужницький; тех. редактор Василь Лопух, мовний ред.: Василь Махно)[7].
- Т.1, США Книга 4 (адденда і еррата): у процесі написання

## Сучасний стан
Діяльність Товариства у США з головним центром у Нью-Йорку, є наймасштабнішою серед закордонних центрів НТШ. НТШ-Америка має головний офіс у власному будинку, де розміщені канцелярія, бібліотека, архіви й конференційна база Товариства.
Осередки НТШ-А працюють у Чикаго, Філадельфії, Вашингтоні, Детройті, Пітсбургу, Бостоні. Одним із чільних конференційних проєктів НТШ-А є щорічні Шевченкознавчі конференції. НТШ-А системно здійснює акції, пов'язані з підтримкою в Україні стратегічних видавничих проєктів у сфері об'єктивного українознавства.
Станом на 2011 рік Наукове Товариство ім. Шевченка в Америці має: майже 500 (на 21 травня — 493) члена. З них — 130 дійсних членів, 47 — членів-кореспондентів, 3 — почесних членів.

### Осередок НТШ в Чикаго
Заснований у 1958 році. Перший успіх — Конференція НТШ-Чикаго у 1959 році. Осередок нараховував на той час 7 Дійсних членів НТШ. У 1962 році, за згодою Централі НТШ у Нью-Йорку, осередок НТШ-Чикаго готує і видає науковий збірник як 173-1 том «Записок НТШ». У 1973 році осередок НТШ-Чикаго брав активну участь у відзначенні 100-х роковин НТШ. У 1978 році відзначено 30-ліття діяльності НТШ-Америка. У 1990-х і 2000-х роках осередок НТШ-Чикаго брав участь у ряді конференцій, підготовці Енциклопедії української діаспори (редактор д-р. Василь Маркусь).

#### Голови Наукового товариства ім. Шевченка в США
- Микола Чубатий (1947—1952)
- Роман Смаль-Стоцький (1952—1969)
- Матвій Стахів (1969—1974)
- Осип Андрушків (1974—1977)
- Ярослав Падох (1977—1990)
- Леонід Рудницький (1990—2000)
- Лариса Онишкевич-Залеська (2000—2006)
- Орест Попович (2006—2012)
- Григорій Грабович (2012—2018)
- Галина Гринь (2018—2024)
- Віталій Чернецький (з грудня 2024 р.)[8][9]

## Відомі члени НТШ в США
- Дмоховський Леонтій-Людомир — український професор вірусології Колумбійського та Техаського університетів; першовідкривач вірусної природи ракових пухлин, основоположник школи онкологічної вірусології. Першопроходець у застосуванні електронної мікроскопії.
- Любомир Романків
- Андрій Храпливий
- Тімоті Снайдер
- Сергій Плохій
- Григорій Грабович